# Veľká Čierna
Veľká Čierna este o comună slovacă, aflată în districtul Žilina din regiunea Žilina, pe malul râului Čierňanka⁠(d). Localitatea se află la altitudinea de 495 m deasupra n.m., se întinde pe o suprafață de 4,82 km2 și în 2017 număra 350 de locuitori.

## Istoric
Localitatea Veľká Čierna este atestată documentar din 1361.

## Demografie
| An:                | 1994 | 2004   | 2014   | 2024   |
| ------------------ | ---- | ------ | ------ | ------ |
| Număr de persoane: | 360  | 357    | 348    | 370    |
| Diferență:         |      | −0,83% | −2,52% | +6,32% |

| An:                | 2023 | 2024   |
| ------------------ | ---- | ------ |
| Număr de persoane: | 373  | 370    |
| Diferență:         |      | −0,80% |